# Стімбоут-Рок (Айова)
Стімбоут-Рок (англ. Steamboat Rock) — місто (англ. city) в США, в окрузі Гардін штату Айова. Населення — 264 особи (2020).

## Географія
Стімбоут-Рок розташований за координатами 42°24′29″ пн. ш. 93°3′59″ зх. д. / 42.40806° пн. ш. 93.06639° зх. д. (42.408135, -93.066506).  За даними Бюро перепису населення США в 2010 році місто мало площу 1,41 км², уся площа — суходіл.

## Демографія
Згідно з переписом 2010 року, у місті мешкало 310 осіб у 146 домогосподарствах у складі 81 родини. Густота населення становила 220 осіб/км².  Було 164 помешкання (116/км²).
Расовий склад населення:
| - 98,1 % — білих - 0,6 % — азіатів - 1,0 % — осіб інших рас |

До двох чи більше рас належало 0,3 %. Частка іспаномовних становила 7,7 % від усіх жителів.
За віковим діапазоном населення розподілялося таким чином: 19,7 % — особи молодші 18 років, 60,3 % — особи у віці 18—64 років, 20,0 % — особи у віці 65 років та старші. Медіана віку мешканця становила 45,3 року. На 100 осіб жіночої статі у місті припадало 100,0 чоловіків;  на 100 жінок у віці від 18 років та старших — 102,4 чоловіків також старших 18 років.
Середній дохід на одне домашнє господарство  становив 49 027 доларів США (медіана — 39 250), а середній дохід на одну сім'ю — 63 080 доларів (медіана — 50 000). Медіана доходів становила 41 250 доларів для чоловіків та 35 568 доларів для жінок. За межею бідності перебувало 5,8 % осіб, у тому числі 8,7 % дітей у віці до 18 років та 6,7 % осіб у віці 65 років та старших.
Цивільне працевлаштоване населення становило 149 осіб. Основні галузі зайнятості: освіта, охорона здоров'я та соціальна допомога — 27,5 %, будівництво — 18,1 %, виробництво — 11,4 %, роздрібна торгівля — 6,7 %.